# فیزیک ماده چگال
فیزیک ماده چگال (به انگلیسی: Condensed Matter Physics) شاخه‌ای از علم فیزیک است که به بررسی سیستم‌های پر ذره در فازهای چگالیده که آشناترین آن‌ها فازهای جامد و مایع هستند، می‌پردازد. بدین ترتیب از آن جهت این شاخه را فیزیک ماده چگال می‌نامند که در این سیستم‌ها معمولاً چگالی آنقدر زیاد است که نمی‌توان از برهم‌کنش ذرات بر یکدیگر چشم پوشید. مطالعات در فیزیک ماده چگال در حالت عمومی شامل اندازه‌گیری تجربی خواص مواد مختلف از یک‌سو و نیز ایجاد و توسعهٔ مدل‌های نظری ریاضی به منظور درک رفتارهای فیزیکی مشاهده شده از سوی دیگر است.
تنوع سیستم‌ها و پدیده‌ها در فیزیک ماده چگال آن را به یکی از فعال‌ترین زمینه‌های فیزیک در عصر حاضر مبدل کرده است؛ به‌طوری‌که قریب یک سوم از فیزیک‌دانان آمریکایی خود را به عنوان فیزیک‌دانان ماده چگال معرفی می‌کنند، و بخش فیزیک ماده چگال، بزرگ‌ترین بخش انجمن فیزیک آمریکا را شامل می‌شود.
فیزیک ماده چگال ارتباط و همپوشانی زیادی با دیگر علوم به ویژه شیمی، علوم مواد و فناوری نانو و تا حدودی علوم زیستی دارد و همچنین تکنیک‌های نظری در آن در ارتباط تنگاتنگ با فیزیک ذرات و انرژی‌های بالا و در واقع روش‌های فیزیک ریاضی است.

## تاریخچه
همفری دیوی شیمی‌دان انگلیسی، یکی از اولین مطالعات بر روی حالت چگالیده ماده با بررسی ۴۰ عنصر شیمیایی شناخته شده آن زمان، که ۲۶ تا از آن‌ها دارای خواص فلزی بودند، مثل درخشان بودن، شکل‌پذیری و رسانایی بالای الکتریکی و گرمایی، انجام داد.
این مشاهدات نشان داد، مدل اتمی دالتون همان‌طور که ادعا کرده بود، نیست و ساختار داخلی اتم به گونه‌ای متفاوت است. دیوی مدعی شد عناصری مثل هیدروژن و نیتروژن که تا آن زمان آن‌ها را فقط به عنوان گاز می‌شناختند، می‌توانند تحت شرایطی میعان داشته باشند و ممکن است به مانند فلز از خود رفتار فلزی نشان دهند.

در ۱۸۲۳ مایکل فارادی (Michael Faraday) که در آزمایشگاه دیوی به عنوان دستیار مشغول بود، توانست با موفقیت کلر را مایع کند. او سپس متوجه مایع کردن دیگر عناصر گازی به جز نیتروژن، هیدروژن و اکسیژن شد. اندکی بعد، در سال ۱۸۶۹، شیمی‌دان ایرلندی توماس اندرس (به انگلیسی: Thomas Andrews) گذار فاز از گاز به جامد را مطالعه کرد و حالتی از گذار را که گاز و مایع (از نظر فازی) از هم غیرقابل تشخیص می‌باشند، به مفهوم نقطه بحرانی (ترمودینامیک) ابداع کرد. سپس فیزیک‌دان هلندی جونز وان در والس (به انگلیسی: Johannes van der Waals) چارچوب نظری را عرضه کرد که به واسطه آن می‌شود رفتار بحرانی را بر مبنای اندازه‌گیری در دماهای بالاتر، پیش‌بینی کرد.
در سال ۱۹۰۸، جیمز دوار (به انگلیسی: James Dewar) و اچ. کامرلینگ اونز (به انگلیسی: H. Kamerlingh Onnes) موفق شدند که هیدروژن را مایع کنند و توانستند به این ترتیب هلیوم مایع را نیز کشف کنند.
پاول درود(به انگلیسی: Paul Drude) اولین مدل تئوری را برای الکترون کلاسیکی که سراسر یک جامد فلزی در حال حرکت است، ارائه کرد.
مدل درود توضیح می‌داد که فلزات به مانند گازی از الکترون‌های آزاد می‌باشند. این اولین مدل میکروسکوپی بود که به صورت تجربی مشاهداتی از قبیل قانون وایدمن-فرانز را توضیح می‌داد. علی‌رغم موفقیت مدل الکترون آزاد درود، یک مشکل بزرگ وجود داشت، آن‌که این مدل نمی‌توانست به درستی سهم ویژگی‌های الکتریکی را در گرمای ویژه فلزات بیان کند. به علاوه این مدل نمی‌توانست وابستگی دمایی مقاومت الکتریکی را در دماهای پایین توجیه کند.

در ۱۹۱۱، یعنی ۳ سال بعد از اینکه هلیوم مایع تولید شد، اونز که در دانشگاه لیدن مشغول بود، هنگامی که مشاهده کرد مقاومت الکتریکی در جیوه با پایین آمدن دما، به حدی پایین‌تر از مقداری مشخص، ناپدید می‌شود؛ ابررسانایی در جیوه را کشف کرد. این پدیده به‌طور کلی بهترین نظریه‌های فیزیکی آن موقع را زیر سؤال برده و این مسئله برای دهه‌ها بدون توضیح باقی ماند. آلبرت اینشتین (به انگلیسی: Albert Einstein) در سال ۱۹۲۲ با در نظر گرفتن نظریه‌های آن زمان ابررسانایی گفت: «با جهل گسترده‌ای که ما از کوانتوم مکانیک سیستم‌های مرکب داریم، از اینکه توانا باشیم تا نظریه‌ای دربارهٔ این ایده‌های مبهم بدهیم بسیار دور هستیم.

## شاخه‌های فیزیک ماده چگال

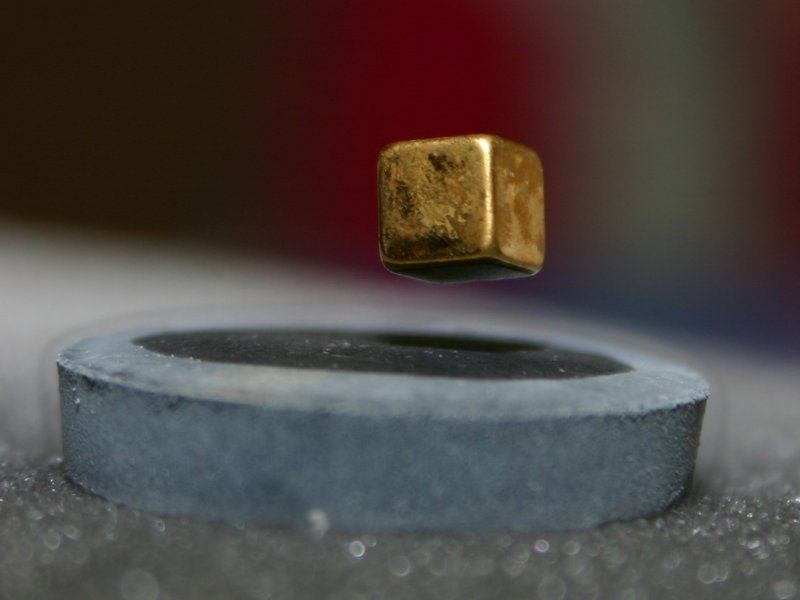
یک آهنربا بر روی یک ابررسانا با دمای بالا خنک شده با نیتروژن مایع معلق است

فیزیک ماده چگال در حالت کلی شامل دو شاخه فیزیک ماده چگال سخت و فیزیک ماده چگال نرم است، در بعضی تقسیم‌بندی‌ها زیست‌فیزیک هم زیرشاخه‌ای از فیزیک ماده چگال نرم حساب می‌شود. زیرشاخه‌های فعال ماده چگال عبارتند از: ابررسانایی، سیستم‌های بی‌نظم و شبکه‌های عصبی، سیستم‌های همبستهٔ قوی، علوم مواد، فیزیک میکروسکوپی و نانومقیاس، گازهای کوانتومی، ماده چگال نرم و مکانیک آماری.

### فیزیک ماده چگال سخت
فیزیک ماده چگال سخت که پیشتر به نام فیزیک حالت جامد شناخته می‌شد کلیهٔ بخش‌های ماده چگال را که با سیستم‌های جامد در ارتباط است شامل می‌شود، از قبیل مغناطیس، ابررسانایی، خواص الکترونی، کریستالوگرافی، رشد سطح، نانوفیزیک.

### فیزیک ماده چگال نرم
فیزیک ماده چگال نرم بیشتر به بررسی فازهای غیرجامد مانند شاره‌های پیچیده، پلیمرها، کلوئیدها، فوم‌ها، کریستال‌های مایع، مواد دانه‌ای، غشاها و شیشه‌های اسپینی و نیز سیستم‌های زیستی می‌پردازد.

## در ایران
این گرایش از فیزیک در ایران در دانشگاه‌هایی مانند دانشگاه تهران، صنعتی امیرکبیر، علم و صنعت ایران و… در مقاطع مختلف تدریس می‌شود.